# Lincoln (Automarke)
Lincoln ['liŋ.kən] (anhörenⓘ) ist eine US-amerikanische Automarke des Ford-Konzerns in Dearborn, Michigan (USA). Sie steht als globale Marke für die gehobenen Fahrzeugklassen und oftmals auch für Staatskarossen, besonders der US-Präsidenten. Mittlerweile ist Lincoln auch in China vertreten.

## Geschichte

### Beginn mit Flugmotoren

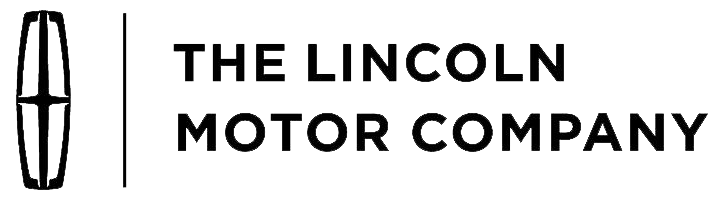
Logo der Lincoln Motor Company

Dass der Unternehmer und Ingenieur Henry M. Leland noch im Alter von 74 Jahren zusammen mit seinem Sohn Wilfred 1917 mit der Lincoln Motor Company ein neues Unternehmen gründete, hängt mit seinem Patriotismus zusammen. Leland war zuvor Gründer und Leiter der Cadillac Motor Company gewesen, was er auch nach deren Verkauf an General Motors (GM) blieb. GM-Präsident William Durant hatte sich geweigert, die von Leland geforderte Umstellung zum Bau von Motoren für Kampfflugzeuge zu genehmigen. Es war auch Patriotismus, der Leland veranlasste, das Unternehmen nach Abraham Lincoln, dem 16. Präsidenten der Vereinigten Staaten von Amerika, zu benennen.
Das Unternehmen erhielt von der Regierung einen Vorschuss von US$ 10 Mio. und begann binnen zehn Monaten mit der Produktion von Liberty-Flugmotoren (L8 und L12), die in US-amerikanische Flugzeuge im Ersten Weltkrieg eingebaut wurden. Es beschäftigte 6000 Personen und produzierte bis Kriegsende 17.000 Motoren.

### Das Modell L

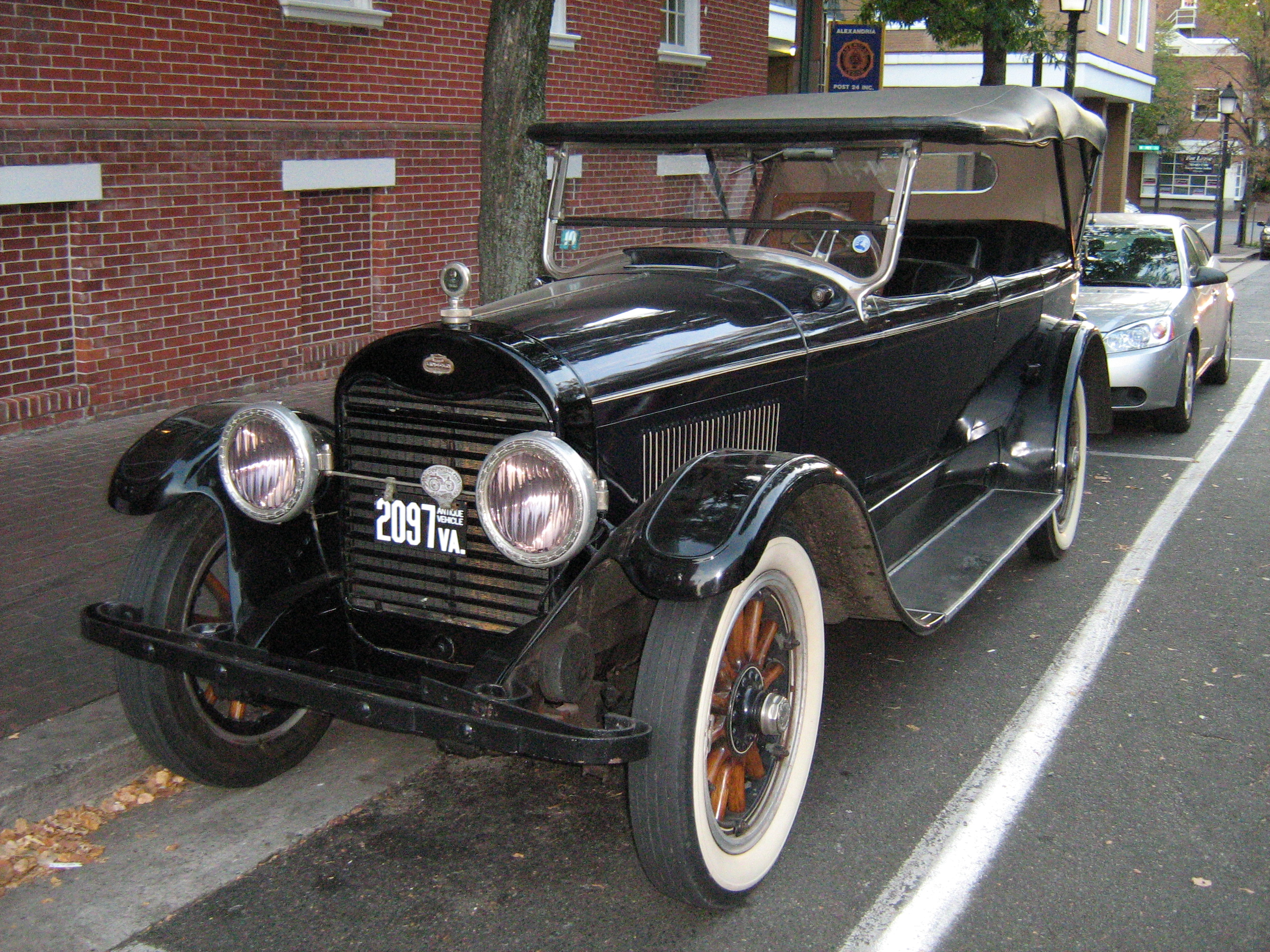
Lincoln Modell L Touring (1922)

Bei Kriegsende war der Vorschuss noch nicht komplett abgearbeitet, gleichzeitig wurden keine weiteren Motoren benötigt. So wurden die Fabrikationsstätten für die Produktion des Luxusautomobils Lincoln Modell L vorbereitet, der schließlich 1920 auf den Markt kam. Das zusätzlich benötigte Aktienkapital im Betrag von 6,5 Mio. US-Dollar kam innerhalb von drei Stunden zustande.
Das Fahrzeug erhielt einen seitengesteuerten V8-Motor und war von der hohen Qualität, für die die Lelands bekannt waren. Dennoch geriet das Unternehmen in finanzielle Schwierigkeiten. Äußere Ursache war eine kurze aber heftige Wirtschaftskrise, der etliche Automobilhersteller zum Opfer fielen, innere die zu starke Fokussierung auf die Technik unter Vernachlässigung der Erscheinung. Für die Karosserien zuständig war Lelands Schwiegersohn Angus C. Woodbridge. Henry Leland war allerdings für Verzögerungen aus seinem Qualitätsdenken verantwortlich, an denen allerdings auch Lieferanten mitschuldig waren. Statt im Januar erschien das Modell L erst im September und verpasste eine komplette Verkaufssaison. Die Lelands wollten die Probleme selber lösen und beauftragten den angesehenen Karosseriebauer Brunn & Company mit Entwürfen.
Am 4. Februar 1922 musste der Vorstand erneut tiefrote Zahlen und 3407 total verkaufte Fahrzeuge statt der geplanten 6000 zur Kenntnis nehmen. Darauf beschloss er gegen den erbitterten Widerstand der Lelands, ein Insolvenzverfahren einzuleiten und das Unternehmen zum Verkauf auszuschreiben. In den ersten beiden Monaten des Jahres 1922 wurden nur 150 Fahrzeuge verkauft. Die gute Basis des Modell L zeigt sich nicht zuletzt darin, dass es noch bis 1930 gebaut wurde.

### Edsel Ford und die klassische Periode

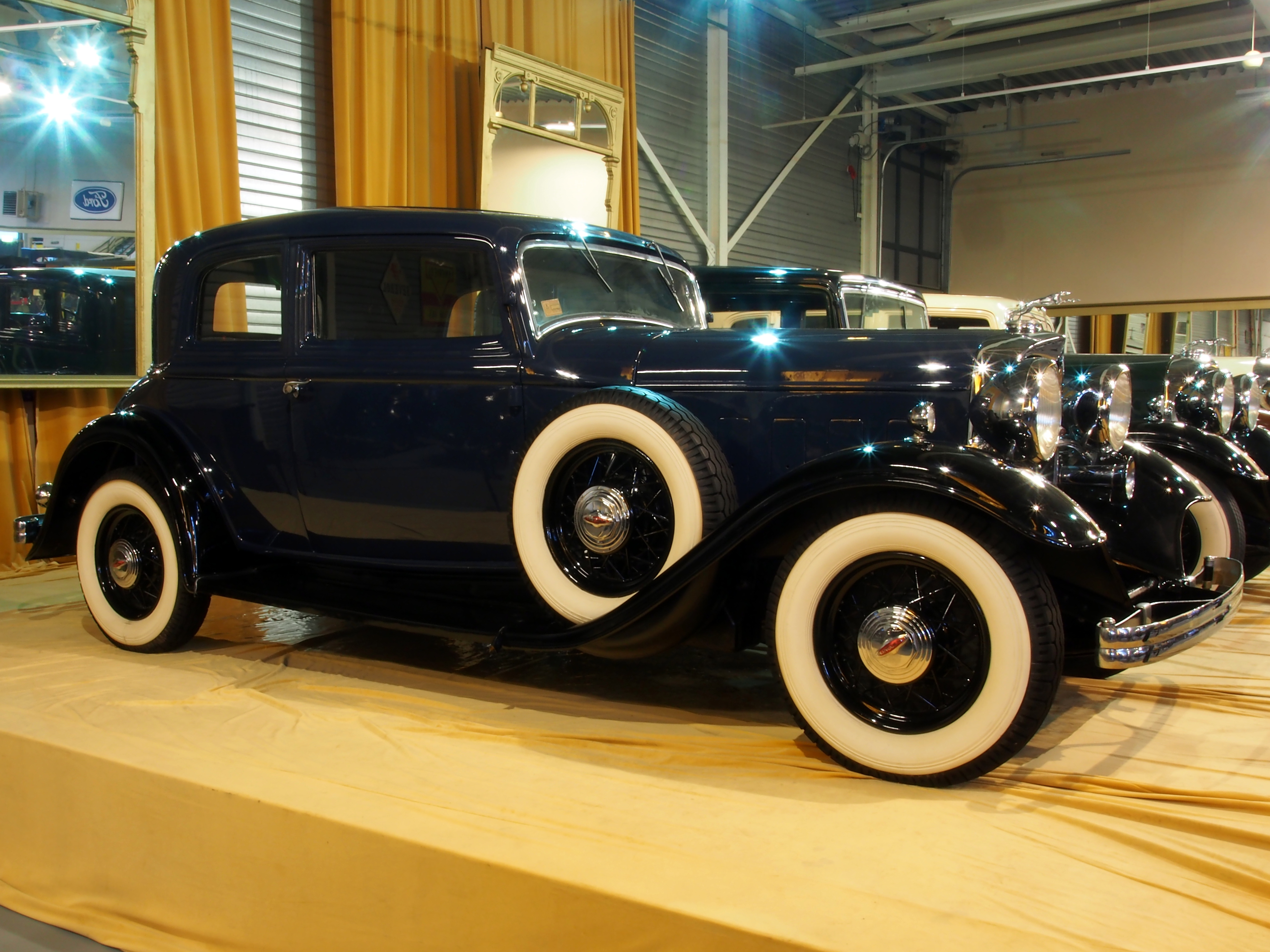
Lincoln Modell KA Victoria Modell 506 (1932)

Die Insolvenz wurde letztlich vermieden, weil Ford das Unternehmen im Februar 1922 übernahm. Der Preis betrug 8 Mio. $. Dieses Geschäft war ein persönlicher Triumph für Henry Ford, dessen frühere Firma Henry Ford Company 1902 als Folge finanzieller Schwierigkeiten von Leland saniert worden war. In der Folge musste Ford seinen eigenen Betrieb verlassen, der kurz darauf in Cadillac Motor Company umbenannt wurde. Kurze Zeit blieben Ford und Leland in der Geschäftsleitung der Lincoln Motor Company. Als Henry Ford den Rücktritt von Wilfred Leland forderte, traten beide aus dem Unternehmen aus. Danach kam es zwischen Leland und Ford zu gerichtlichen Auseinandersetzungen über die Abfindungen an frühere Investoren und Gläubiger.
Das neue Management verkaufte in den ersten 10 Monaten nach der Übernahme (bis Dezember 1922) 5512 Fahrzeuge. Lincoln entwickelte sich neben den großen Anbietern wie Packard, Pierce-Arrow, Peerless oder Marmon zu einem ernstzunehmenden Mitbewerber im Marktsegment der Luxusautomobile. Großen Anteil am Erfolg der Marke hatte Henry Fords Sohn Edsel als Firmenleiter. Lincoln hatte in dieser Zeit keinen eigenen Karosseriebau, daher arbeitete er mit sicherem Gespür für Stil und Qualität mit den besten Karossiers der USA zusammen. Während Lincolns Standardkarosserien üblicherweise von Murray kamen, lieferten Judkins, Brunn und Fleetwood ergänzende Aufbauten, die stilistisch ausgefallener oder höherwertig waren. Judkins fertigte bis 1939 über 5900 Karosserien für Lincoln, mehr als jeder andere Anbieter. Mit einigen Karosseriers war Edsel Ford persönlich befreundet, so beispielsweise mit Ray Dietrich von LeBaron oder Hermann A. Brunn, Inhaber von Brunn & Co.

### Vorkriegsjahre

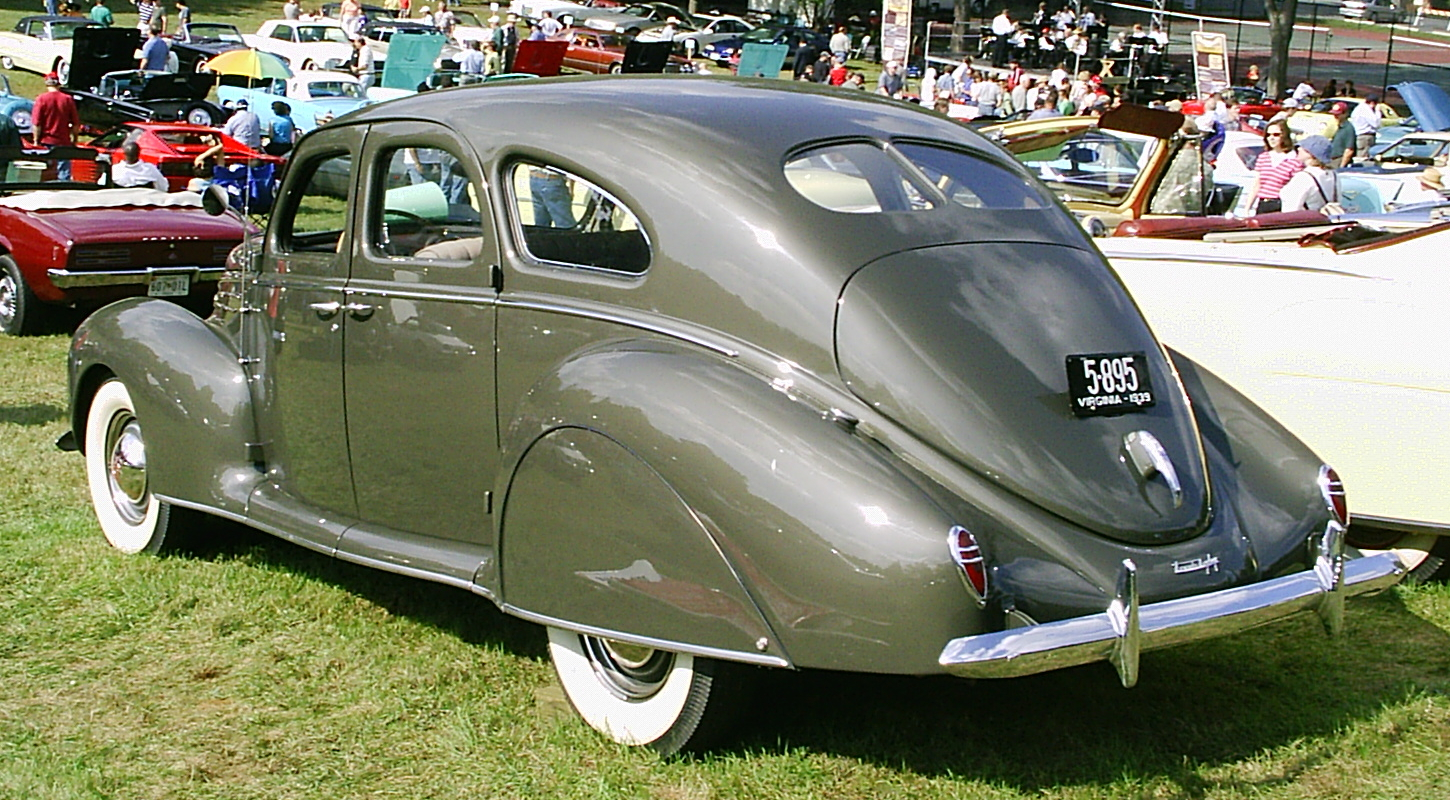
Die Stromlinienform des Lincoln Zephyr (1939)

In seiner anderen Funktion als Leiter der Design-Abteilung (von deren Bedeutung er seinen Vater erst überzeugen musste) holte Edsel Ford Eugene T. "Bob" Gregorie als Chefdesigner zu Ford der damit auch für die Serienfahrzeuge von Lincoln verantwortlich war und die ersten Mercury entwarf. Die Wirtschaftskrise der 1930er Jahre überstand Lincoln dank einer Neuausrichtung. Edsel Ford hatte Gefallen gefunden an einem radikalen Entwurf von John Tjaarda für einen schnellen Stromlinienwagen mit Heckmotor in der oberen Mittelklasse. Henry Ford ließ sich nicht zu solchen Extravaganzen hinreißen, ließ Edsel Ford und Gregorie aber weitgehend freie Hand. Obwohl die Konkurrenz bei Chrysler schlechte Erfahrungen mit der Marktakzeptanz gemacht hatte, setzte auch Lincoln auf eine selbsttragende Karosserie. Als Antrieb diente ein V12-Motor, der so konstruiert worden war, dass möglichst viele Teile des Ford V8 verwendet werden konnten. Das Ergebnis war der Lincoln-Zephyr der für Lincoln die gleiche Funktion hatte wie der LaSalle für Cadillac oder der One-Twenty für Packard. Edsel Ford starb 1943 an Krebs. Bis 1948 baute Lincoln ausschließlich V12-Modelle, wobei die große K-Baureihe 1939 auslief. Ein Einzelstück, das Gregorie aus einem Zephyr für Edsel Ford entwickelt hatte, generierte derart großes Aufsehen, dass daraus das neue Topmodell Lincoln Continental wurde.

### Turbulente Nachkriegszeit

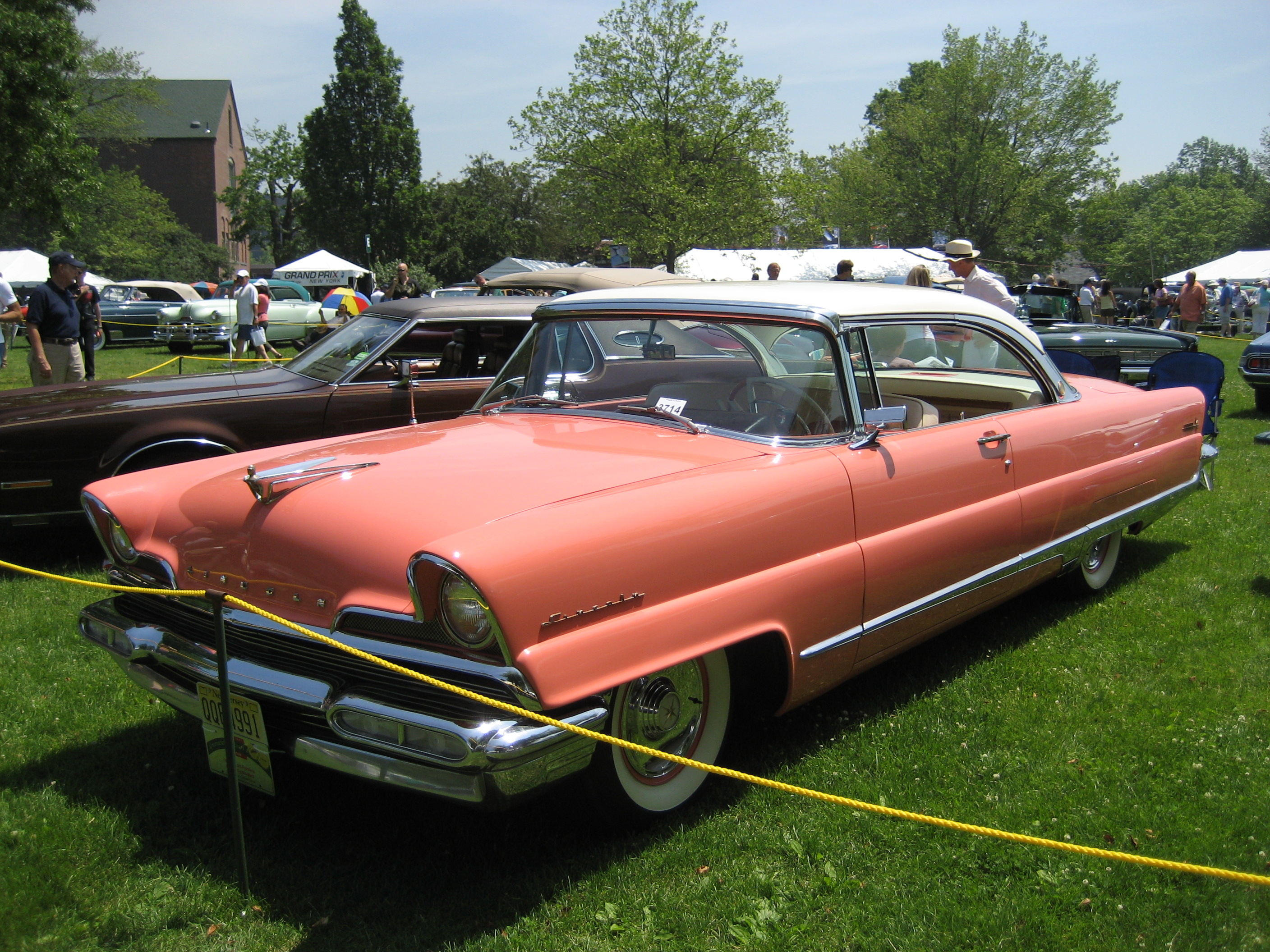
Lincoln Premiere Hardtop Coupe (1956)

Solange die oberste Aufsicht über alles, was innerhalb des Ford-Konzerns vorging, bei Henry Ford lag, blieb die Technik aller Marken konservativ. Bis Ende der 1940er Jahre musste auch Lincoln mit einer Querblattfederung hinten auskommen und es gab weder Automatik noch Servobremsen. Gregorie blieb bis Ende der 1940er Jahre Chefdesigner und wurde dann von George W. Walker abgelöst. Mit dem Cosmopolitan kehrte die Marke zu den wirklich großen Autos und zur zweiten Modellreihe zurück. In den nächsten Jahren deckte die kleinere Baureihe Capri ein Marktsegment in der oberen Mittelklasse ab. Ziel war ganz klar Oldsmobile mit dem erfolgreichen Rocket-V8. Zum ersten Mal überhaupt gewannen Lincoln Rennen. Im Carrera Panamericana Rennen von 1953, mit einem Starterfeld von über 200 Teilnehmern, belegten minimal präparierte Lincoln hinter Rennsportwagen von Lancia, Ferrari und Talbot-Lago die Plätze 7–10 (samt Klassensieg) und 15–17. 1954 konnte der Erfolg in kleinerem Stil bestätigt werden; die Ränge 9 und 10 hinter Ferrari, Porsche oder OSCA bedeuteten ebenfalls Klassensiege.

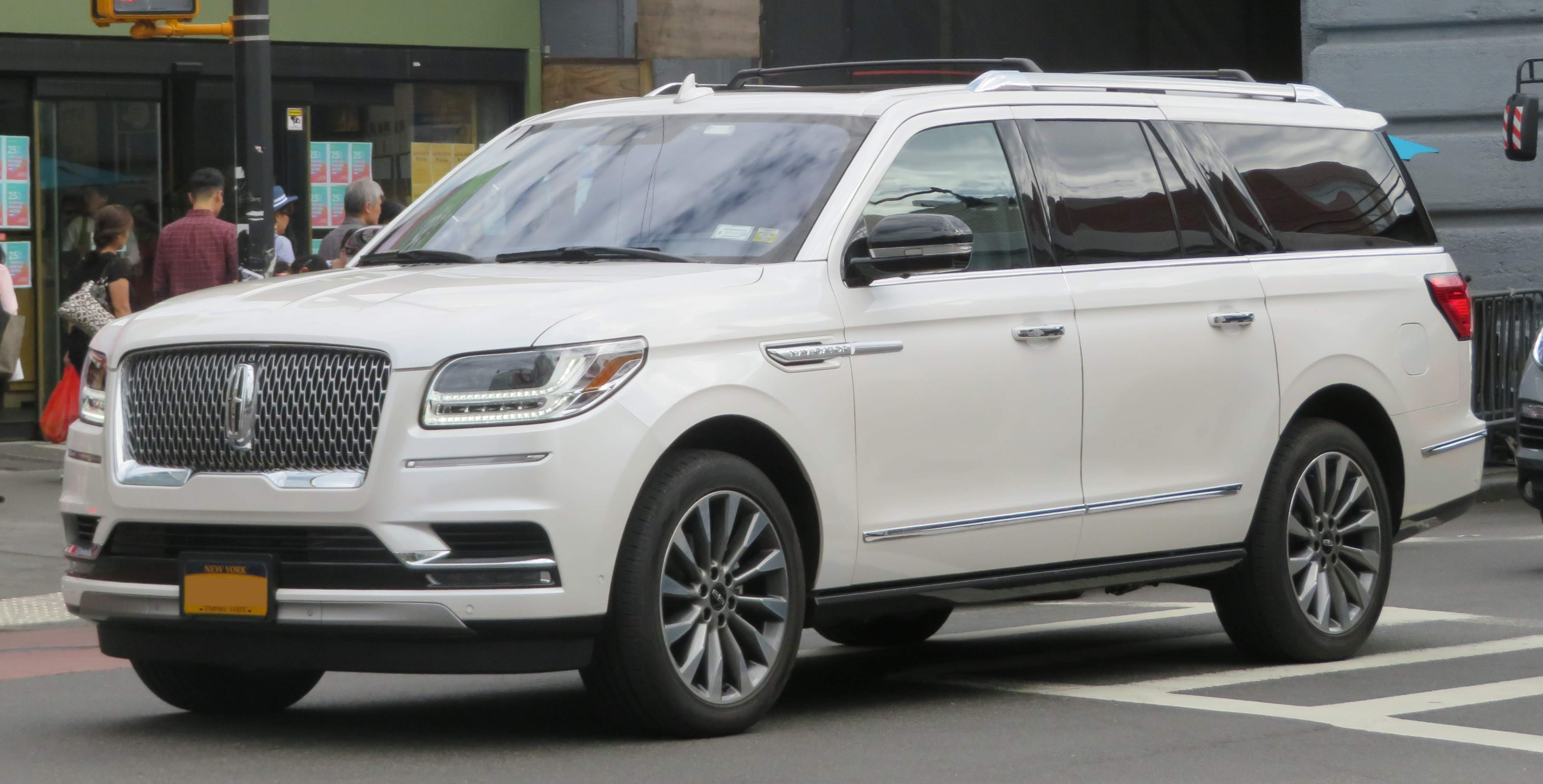
Lincoln Navigator (2017–2024)

Walker machte John Reinhart, zuvor Chefdesigner von Packard, zum Chefstylisten für Lincoln und Continental. Als dieser Ford 1958 verließ, wurde John Najjar sein Nachfolger. Auf ihn folgten bald Don De La Rossa und Elwood P. Engel. Ab 1961 wurde ein neuer, bis 1969 ebenfalls selbsttragend gebauter Lincoln Continental einziges Modell der Marke. Er war als viertürige Limousine und Cabriolimousine erhältlich. Sein von Engel entworfenes Design gilt als Meilenstein und rettete die Marke Lincoln, nach einer Reihe von katastrophalen Verkaufsjahren und einem heftigen Machtkampf um die Konzernleitung, vor dem Aus. Henry Ford II setzte sich daraufhin persönlich dafür ein, dass mit der Continental Mark Serie wieder luxuriöse Coupés von Lincoln erschienen.
Diese sind denn auch neben den Klassikern Lincoln Modell L und Lincoln Modell K, Lincoln Modell KA, Lincoln Modell KB, den Lincoln Continental Limousinen, dem Town Car und dem Lincoln Navigator die bekanntesten Baureihen der Marke geblieben.

### Die Lincoln der Präsidenten

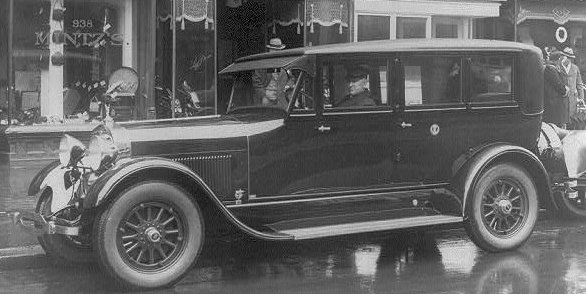
Lincoln Model L Limousine 1924 von Präsident Calvin Coolidge

Die US-Präsidenten benutzten oft Lincoln-Fahrzeuge, seit Calvin Coolidge in den zwanziger Jahren erstmals einen großen 12-Zylinder-Wagen dieses Fabrikats für das Weiße Haus anschaffen ließ. Franklin D. Roosevelt benutzte eine von Brunn aufgebaute Lincoln V12 Series K Limousine mit dem Übernamen Sunshine Special. Ein 1950er Lincoln Cosmopolitan, der „Bubble-Top“ genannt wurde, verrichtete seine Dienste für die Präsidenten Truman, Eisenhower, Kennedy und Johnson. Präsident Kennedy wurde im Fond eines Continental-Cabriolet erschossen. Dieses Fahrzeug wurde in den Folgejahren zu einer Limousine umgebaut, steht heute im Henry-Ford-Museum in Dearborn und kann dort besichtigt werden. Ein 1969er Lincoln wurde von Nixon und ein 1972 Lincoln von Ford, Carter, Reagan und Bush verwendet. Ein 1989er Lincoln befand sich bis 2004 in den Diensten des Weißen Hauses.
Beim Trauerzug zum Tod des nordkoreanischen obersten Machthabers Kim Jong-il wurde dessen Sarg am 28. Dezember 2011 auf dem Dach eines Lincoln Continental (Baujahr 1976) transportiert.

## Lincoln-Modelle L (1921–1930) undK(1931–1939)

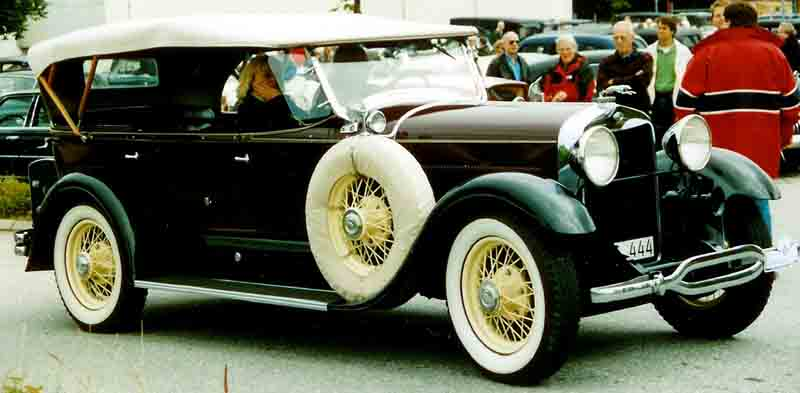
Lincoln Modell L Sport Touring (1929)

Die L-Modelle kennzeichnete neben dem eher bodenständigen Design, dass sie mit den aus dem Flugzeugbau entwickelten, relativ leichten V8-Motoren ausgestattet waren. Ab 1931 entwickelte Lincoln mit der Einführung des Modells K bereits ein eigenständiges Design, auch wenn die Karosserieform typisch für die damalige Zeit war. Ab 1932 war die Entwicklung für den neuen V12 (Lincoln L-Head) abgeschlossen, und dieser Motor wurde in Serie gebaut. Der Motor hatte stehende Ventile  („Flathead“). Lincoln hatte in diesen Jahren unter Absatzschwierigkeiten zu leiden, da die Wirtschaftsdepression der zwanziger Jahre immer noch Nachwirkungen zeigte.

## Lincoln Zephyr (1936–1942)

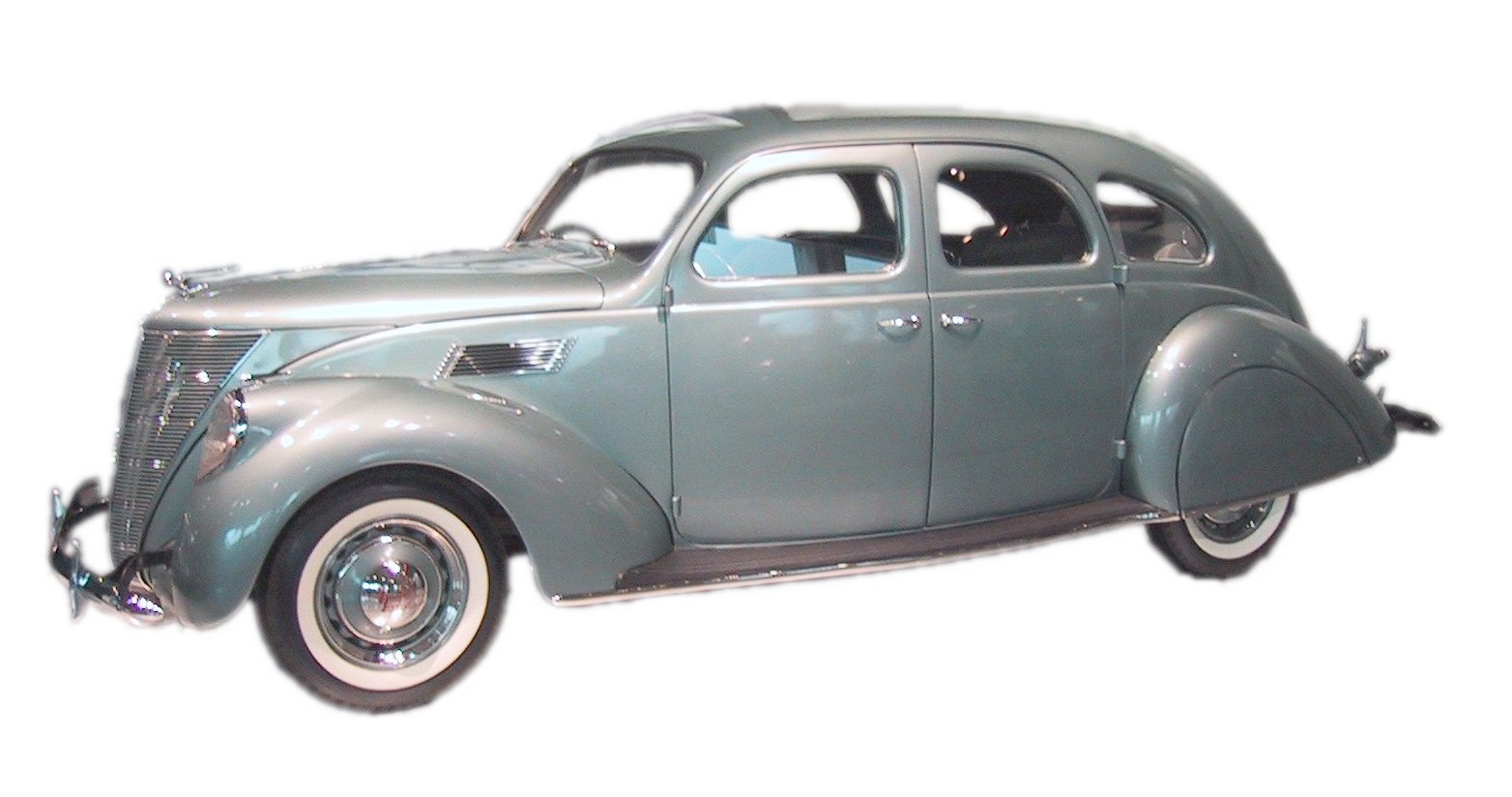
Lincoln Zephyr Series HB (1937)

Der Lincoln Zephyr wurde nach Preis und Größe unterhalb der gleichzeitig produzierten K-Serie positioniert. Die Stromlinienform war an einem Konzeptfahrzeug mit Heckmotor von John Tjaarda orientiert. Tjaardas Konzept inspirierte möglicherweise auch Entwürfe von Ferdinand Porsche. Henry Ford war der Entwurf zu radikal. Edsel Ford und Eugene T. Gregorie entwickelten daraus ein Fahrzeug am unteren Ende der Luxusklasse mit vorn eingebautem V12-Motor und Hinterradantrieb. Auf der 1936er New Yorker Auto-Show wurde der Wagen präsentiert. Der Erfolg des Zephyr lag in seinem modernen Design, dem V12-Motor und vor allem einem konkurrenzfähigen Preis begründet. Seine Rivalen waren nicht Cadillac oder Packard Twelve (dafür gab es den K), sondern Auburn, LaSalle, Buick, Chrysler und Packard One-Twenty. Der neue, kleinere V12 wurde vom Ford V8 abgeleitet und stand nicht zu Unrecht im Ruf, einen hohen Ölverbrauch zu haben und zu Überhitzung zu neigen.
Der von seinen Kinderkrankheiten befreite V-12 machte das Fahrzeug einzigartig. Für die Marke Lincoln war es ein Durchbruch, der die Marktherrschaft im Segment der US-Luxusfahrzeuge sicherte.

## Lincoln Continental Limousine (1939–2002)

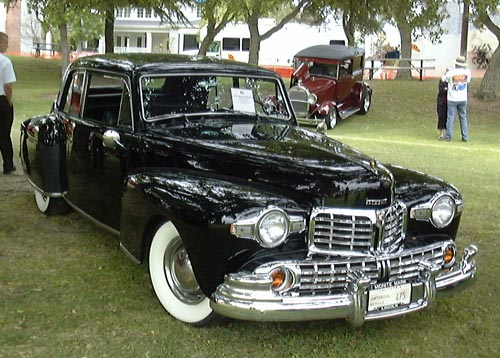
1948 Lincoln Continental

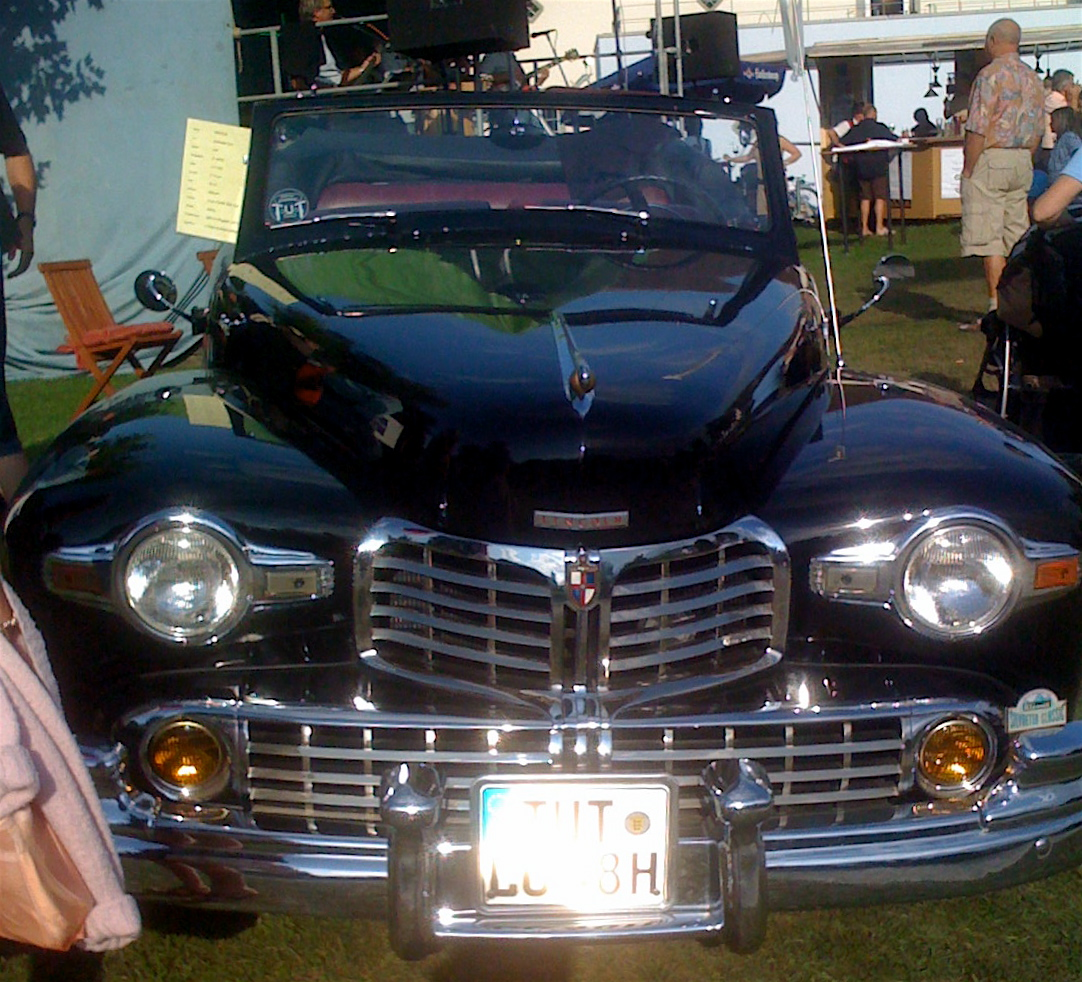
1947 Lincoln Continental Conv.

Im Jahre 1939 wurde der erste Continental als Prototyp aus dem viertürigen Lincoln Zephyr entwickelt. 1940 wurde der Continental als Lincoln Zephyr Continental eingeführt. Über die Jahre wurde der Continental zum Inbegriff des amerikanischen Straßenkreuzer. Mit dem Baujahr 1961 fanden beim Lincoln Continental (gebaut bis 1969) die barocken Formen und die Heckflossen der späten 50er Jahre ihr Ende. Heckflossen waren auch in den 50er Jahren bei Lincoln kein wesentliches Stilelement gewesen.
Mit dem vorherrschenden Geschmack der 60er Jahre kam das eher reduzierte Design der Lincoln gut an. Der Continental war das einzige viertürige Cabriolet der Nachkriegszeit und hatte  hinten angeschlagene Fondtüren (sogenannte Selbstmördertüren, im Amerikanischen „suicide doors“ genannt). Ein einziger Knopfdruck öffnete oder schloss durch eine Vielzahl von Stellmotoren das Dach, das im geöffneten Zustand praktisch den ganzen Kofferraum einnahm. Der Continental war auch das erste Auto, das mit dem Design of the Year-Preis des Industrial Designers Institute ausgezeichnet wurde.

### Continental Division (1956–1960:) Mark II, III, IV und V

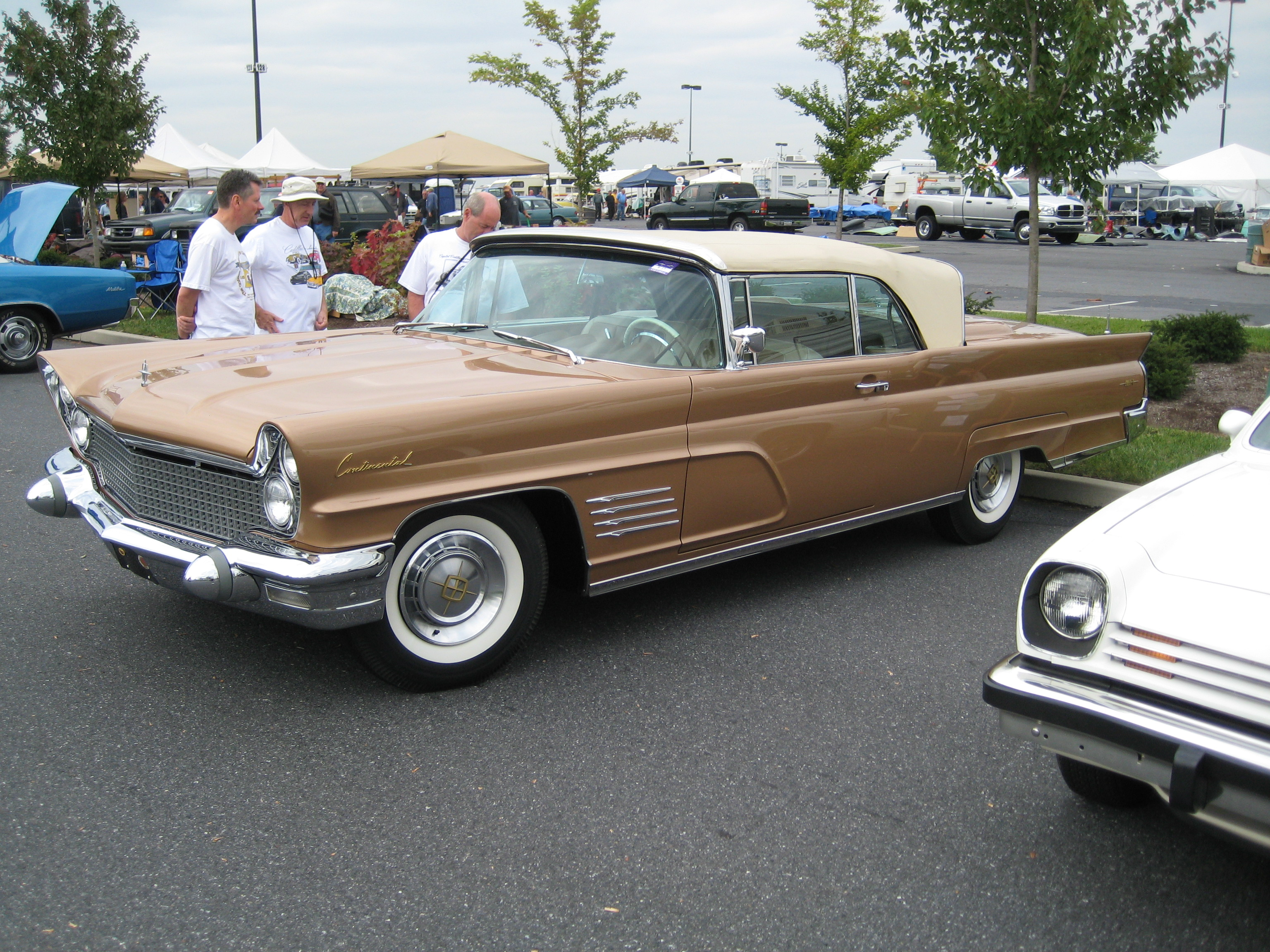
Continental Mark V Convertible Coupe (1960), letztes Modell der Continental Division des Ford-Konzerns

Von 1956 bis 1957 war der Continental das Produkt der eigenständigen Konzerntochter Continental Division. Der Continental Mark II wurde vom Oktober 1955 bis Mai 1957 in einem eigenen Werk in Dearborn (Michigan) gebaut. Der Entwurf von John Reinhart und Gordon Buehrig gilt als Design-Meisterwerk. Motor und Fahrwerk entsprachen dem Lincoln, waren aber „handverlesen“ und zusätzlich getestet. Das Chassis und die handgefertigte Karosserie waren eigenständig. 1958 wurde die Lincoln-Continental Division gebildet. Continental blieb jedoch bis 1960 eine eigene Marke, die Fahrzeuge waren aber technisch näher bei Lincoln und teilten deren selbsttragende Bauweise. Ab 1961 wurde die Continental Division mit Lincoln und Mercury zusammengelegt, Continental verlor dabei den Status einer eigenen Marke und das Händlernetz, in der Regel ausgesuchte Lincoln-Händler, wurde wieder bei Lincoln integriert.

### Lincoln Mark Series: Continental Mark III bis VIII Coupe (1968–1998)

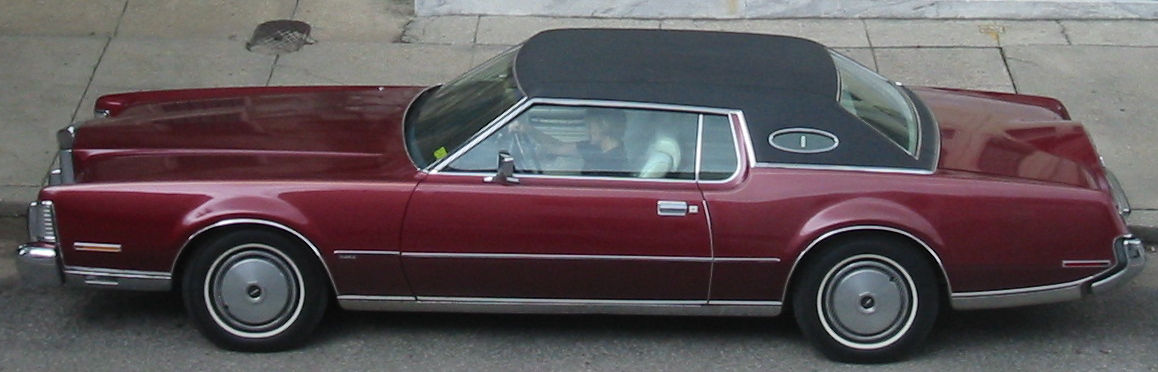
Continental Mark IV (1973)

Die nach 1968 erschienen Lincoln Continental Mark III bis Mark VI sowie Lincoln Mark VII und Mark VIII besetzten die Sparte der Luxuscoupes, der sogenannten Personal Luxury Cars bis in die 1990er Jahre. Unter geändertem Modellnamen erschienen als letzte der Lincoln Mark VII und Lincoln Mark VIII, der nach dem Modelljahr 1998 nicht mehr hergestellt wurde. Die von 1973 bis 1976 gebauten Mark IV waren die schwersten und die von 1977 bis 1979 gebauten Mark V waren die größten jemals gebauten Serien-Coupés eines Automobilherstellers. Der ebenfalls bis 1978 erhältliche 7,5-l-Ford-V8 (460 cui) war zu seiner Zeit der weltweit zweitgrößte Motor in einem Serien-PKW. Größer war nur der 8,2-l-V8 von Cadillac mit 500 cui.

## Lincoln Town Car (1981–2011)
Der Name Town Car wurde erstmals für eine Sonderausführung des 1959er Lincoln Continental benutzt. Nachdem der Continental ein neues Design erhalten hatte, war die Town Car-Sonderausführung nicht mehr erhältlich. Erst im Jahr 1971 tauchte die Bezeichnung Town Car wieder auf. Von 1971 bis 1979 war der Town Car die Version mit dem höchsten Sonderausstattungspaket für den Lincoln Continental. Im Jahre 1981 wurde die Produktion des Lincoln Continental vorübergehend eingestellt und der Lincoln Town Car wurde ab 1982 zu Lincolns Vorzeigemodell. Seit 2011 ersetzt das Lincoln MKT Towncar das Modell im Markt von exklusiven Mietwagen- und Flottenfahrzeuge, wo das Lincoln Town Car zuletzt ausschließlich angeboten wurde.

## Lincoln MKS (2008–2016)
Mit dem 2008 für das Modelljahr 2009 neu eingeführte Modell Lincoln MKS sollte das Image und das Design der Marke aufgefrischt werden.
Der MKS wird von einem 3,7-l-V6-24V-Duratec-w/VCT angetrieben, der mit einem 6-Gang-Automatikgetriebe kombiniert ist. Das Modell hat serienmäßig Frontantrieb, ist aber auch in einer Version mit Allradantrieb erhältlich. Seit der Einstellung des Town Car ist der MKS die größte Limousine von Lincoln.

## Modelle
| Modelljahr | Modelle                                                  |
| ---------- | -------------------------------------------------------- |
| 1921       | Modell L                                                 |
| 1922       | Modell L                                                 |
| 1923       | Modell L                                                 |
| 1924       | Modell L                                                 |
| 1925       | Modell L                                                 |
| 1926       | Modell L                                                 |
| 1927       | Modell L                                                 |
| 1928       | Modell L                                                 |
| 1929       | Modell L                                                 |
| 1930       | Modell L                                                 |
| 1931       | Modell K                                                 |
| 1932       | Modell KA, Modell KB                                     |
| 1933       | Modell KA, Modell KB                                     |
| 1934       | Modell KA, Modell KB                                     |
| 1935       | Modell K                                                 |
| 1936       | Modell K, Zephyr                                         |
| 1937       | Modell K, Zephyr                                         |
| 1938       | Modell K, Zephyr                                         |
| 1939       | Modell K, Zephyr                                         |
| 1940       | Zephyr, Continental                                      |
| 1941       | Zephyr, Continental, Custom                              |
| 1942       | Zephyr, Continental, Custom                              |
| 1943       | keine Fertigung                                          |
| 1944       | keine Fertigung                                          |
| 1945       | keine Fertigung                                          |
| 1946       | Lincoln-Serie, Continental-Serie                         |
| 1947       | Lincoln-Serie, Continental-Serie                         |
| 1948       | Lincoln-Serie, Continental-Serie                         |
| 1949       | Lincoln-Serie, Cosmopolitan-Serie                        |
| 1950       | Lincoln-Serie, Cosmopolitan-Serie, Lido-Serie            |
| 1951       | Lincoln-Serie, Cosmopolitan-Serie, Lido-Serie            |
| 1952       | Cosmopolitan, Capri                                      |
| 1953       | Cosmopolitan, Capri                                      |
| 1954       | Cosmopolitan, Capri                                      |
| 1955       | Custom, Capri                                            |
| 1956       | Capri, Premiere – (siehe auch Continental Mark II)       |
| 1957       | Capri, Premiere – (siehe auch Continental Mark II)       |
| 1958       | Capri, Premiere – (siehe auch Continental Mark III)      |
| 1959       | Capri, Premiere – (siehe auch Continental Mark IV)       |
| 1960       | Capri, Premiere – (siehe auch Continental Mark V)        |
| 1961       | Continental                                              |
| 1962       | Continental                                              |
| 1963       | Continental                                              |
| 1964       | Continental                                              |
| 1965       | Continental                                              |
| 1966       | Continental                                              |
| 1967       | Continental                                              |
| 1968       | Continental, Continental Mark III                        |
| 1969       | Continental, Continental Mark III                        |
| 1970       | Continental, Continental Mark III                        |
| 1971       | Continental, Continental Mark III                        |
| 1972       | Continental, Continental Mark IV                         |
| 1973       | Continental, Continental Mark IV                         |
| 1974       | Continental, Continental Mark IV                         |
| 1975       | Continental, Continental Mark IV                         |
| 1976       | Continental, Continental Mark IV                         |
| 1977       | Continental, Continental Mark V, Versailles              |
| 1978       | Continental, Continental Mark V, Versailles              |
| 1979       | Continental, Continental Mark V, Versailles              |
| 1980       | Continental, Continental Mark VI, Versailles             |
| 1981       | Continental Mark VI, Town Car                            |
| 1982       | Continental, Continental Mark VI, Town Car               |
| 1983       | Continental, Continental Mark VI, Town Car               |
| 1984       | Continental, Mark VII, Town Car                          |
| 1985       | Continental, Mark VII, Town Car                          |
| 1986       | Continental, Mark VII, Town Car                          |
| 1987       | Continental, Mark VII, Town Car                          |
| 1988       | Continental, Mark VII, Town Car                          |
| 1989       | Continental, Mark VII, Town Car                          |
| 1990       | Continental, Mark VII, Town Car                          |
| 1991       | Continental, Mark VII, Town Car                          |
| 1992       | Continental, Mark VII, Town Car                          |
| 1993       | Continental, Mark VIII, Town Car                         |
| 1994       | Continental, Mark VIII, Town Car                         |
| 1995       | Continental, Mark VIII, Town Car                         |
| 1996       | Continental, Mark VIII, Town Car                         |
| 1997       | Continental, Mark VIII, Town Car                         |
| 1998       | Continental, Mark VIII, Town Car, Navigator              |
| 1999       | Continental, Town Car, Navigator                         |
| 2000       | Continental, Town Car, LS, Navigator                     |
| 2001       | Continental, Town Car, LS, Navigator                     |
| 2002       | Continental, Town Car, LS, Aviator, Blackwood, Navigator |
| 2003       | Town Car, LS, Aviator, Navigator                         |
| 2004       | Town Car, LS, Aviator, Navigator                         |
| 2005       | Town Car, LS, Aviator, Mark LT, Navigator                |
| 2006       | Town Car, Zephyr, Mark LT, Navigator                     |
| 2007       | Town Car, MKZ, Mark LT, MKX, Navigator                   |
| 2008       | Town Car, MKS, MKZ, Mark LT, MKX, Navigator              |
| 2009       | Town Car, MKS, MKZ, MKX, Navigator                       |
| 2010       | Town Car, MKS, MKZ, MKX, MKT, Navigator                  |

## Lincoln-Design und -Merkmale

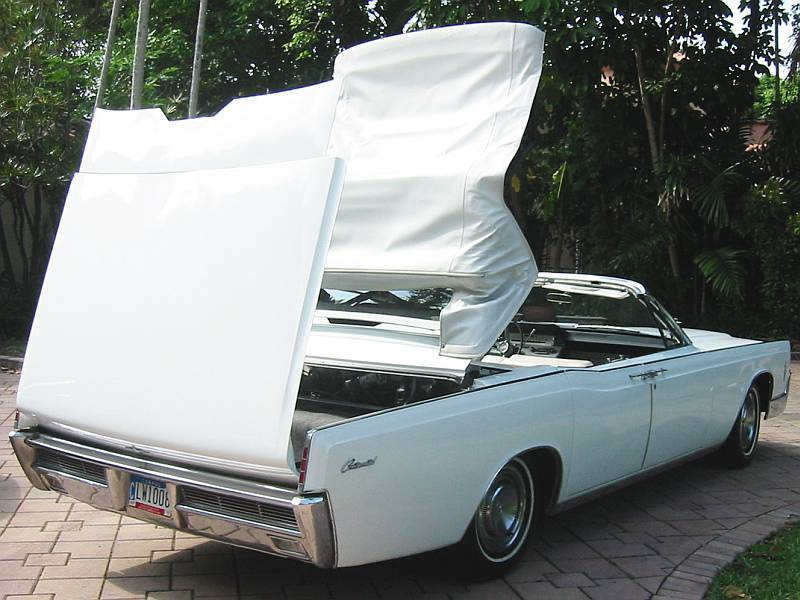
Continental Convertible (1966)

Seit 1927 hatte Lincoln einen Greyhound als Emblem. Später wurde der Diamond zentrales Markenzeichen.
Markenzeichen vieler Lincolns (insbesondere der Mark II bis Mark VIII) war die stilisierte Reserveradabdeckung auf der Kofferraumklappe (das Reserverad lag aber wie bei anderen Autos auch unter dem Kofferraum). Dieses Conti- oder Continental Kit wurde als Designmerkmal über Jahrzehnte beibehalten und geht auf den Lincoln Continental der 1940er-Jahre zurück, bei dem das Reserverad im Wagenheck unter einer Abdeckung zu finden war.
Heutzutage dient der „Waterfall grille“ (Wasserfallgrill) als Merkmal der Lincoln Marke. Der moderne Wasserfallgrill orientiert sich am Rolls-Royce-Grill der 1960er und 1970er Jahre.
Der Town Car wird oft für die Herstellung sogenannter Stretch-Limousinen verwendet, bei denen die ohnehin schon ausladenden Außenabmessungen durch Mitten-Verlängerung von Rahmen und Karosserie noch zusätzlich verlängert werden.
Mit dem Modelljahr 1976 führte Lincoln Sondermodelle ein, deren Gestaltung angeblich der Hand berühmter Modedesigner entstammte und die deshalb Designer Series genannt wurden; eine Marketing-Idee, an der Lincoln lange Jahre festhielt.
Hauptkonkurrent von Lincoln auf dem Heimatmarkt USA ist die General-Motors-Marke Cadillac. Innerhalb des Ford-Konzerns war Lincoln Bestandteil der Premier Automotive Group (zu der die europäischen Marken Volvo, Jaguar, Aston Martin gehörten oder gehören), innerhalb derer gemeinsame Bauteile entwickelt und bei allen diesen Marken verwendet werden sollten. Die Marke Lincoln wurde aus der Premier Automotive Group jedoch wieder ausgegliedert, nachdem klar wurde, dass sie sich nicht im gleichen Maße wie die europäischen Marken der Gruppe als Premium-Marke vermarkten ließ. Zwischenzeitlich existiert die Premier Automotive Group nicht mehr, da Ford Jaguar, Aston Martin und Volvo wieder verkauft hat.
Ab 2014 sollen Lincoln Modelle auch in China angeboten werden.